# Anne Dambricourt-Malassé
Anne Dambricourt est une paléoanthropologue française, née en 1959. Depuis les années 1980, elle mène des recherches au Muséum national d'histoire naturelle sur les origines embryonnaires de la bipédie des hominiens. Elle s'est fait connaitre du grand public et des médias en 1995 puis 1996, en intervenant sur France Culture, au Cercle de minuit, au Collège de France, puis en 2005 à travers un documentaire de Thomas Johnson diffusé sur Arte. Depuis 2012, elle dirige un programme de recherches pluridisciplinaires sur le site de Masol, en Inde, après avoir découvert en 2009 des vestiges archéologiques datés de plus de 2,6 millions d'années.

## Biographie

### Carrière académique
Entrée en 1990 au CNRS, Anne Dambricourt est attachée au département Homme et environnement du Muséum (UMR 7194), dont le siège est l'Institut de paléontologie humaine, une fondation scientifique de droit français initialement financée par le prince Albert Ier de Monaco et gérée paritairement par la Fondation Albert Ier et le Muséum national d'histoire naturelle. Elle obtient le premier titre de docteur du Muséum national d'histoire naturelle en paléontologie humaine en 1987 sous la direction du paléoanthropologue Jean-Louis Heim (1937-2018). En 2011, l'Université de technologie de Compiègne lui décerne l'habilitation à diriger des recherches, qui permet de diriger des thèses de doctorats.

### Organismes et associations
De 1990 à 2006, elle a été secrétaire générale de la Fondation Teilhard de Chardin, hébergée au Muséum national d'histoire naturelle et dédiée aux travaux du paléontologue Pierre Teilhard de Chardin, consacrés à la complexité croissante du système nerveux et au développement de la conscience réfléchie.
Anne Dambricourt est vice-présidente de l'association Plasticités Sciences Arts qui édite la revue Plastir, dont Edgar Morin est un des membres du conseil scientifique ainsi que Jean-Pierre Luminet. Elle est également vice-présidente fondatrice de l'association FREHOPS, Fédération des Recherches sur l'Évolution Humaine, l'Ostéopathie et la Posture au service de la Santé, dont le président d'honneur était Yves Coppens.

## Origines embryonnaires de la bipédie
Ses recherches principales concernent la découverte des origines embryonnaires du redressement du système nerveux dans la lignée des primates, dont la bipédie permanente est une des nombreuses conséquences. Les premières présentations et publications de cette découverte dans des congrès internationaux datent de 1989, et 1992.
Anne Dambricourt-Malassé a codirigé des thèses en paléontologie humaine qui comparent les fossiles d'hominines à de nombreuses données métriques et anatomiques des espèces actuelles de grands singes : Chimpanzés, Gorilles et Orang-outans, recherchant des corrélations angulaires entre le degré de flexion de la base du crâne, son raccourcissement antéropostérieur et les changements de position des os dans le plan transversal. Selon les résultats de sa thèse de Doctorat (1987), l'histoire évolutive de la lignée humaine correspond à l'évolution de ces corrélations angulaires (cette succession est celle des hominidés fossiles, des Australopithèques, du genre Homo et de la dernière espèce apparue : Homo sapiens).
L'évolution qui va des prosimiens à l'homme moderne montre, selon les travaux de nombreuses générations de spécialistes, une amplification progressive de la flexion de la base,, déjà constatée par Louis Jean-Marie Daubenton. Anne Dambricourt Malassé présente dans son Habilitation à Diriger des Recherches (2011) une confirmation depuis sa thèse de Doctorat, que c'est l'embryogenèse du système nerveux central qui a redressé le squelette axial (tête-sacrum) et facial. Sur l'observation des stades embryonnaires, elle montre que l'origine de la flexion est l'enroulement antéropostérieur du cerveau embryonnaire (le tube neural) et que la flexion provoque la contraction de la face au cours de son développement embryonnaire, chez l'homme et les autres simiens actuels, c'est-à-dire une relation morphogénétique entre la mandibule et la base avec laquelle elle s'articule. C'est donc l'augmentation de la rotation du système nerveux embryonnaire qui aurait entraîné l'augmentation de la flexion et la réduction de la face au cours de l'évolution, concomitant du redressement du squelette axial. La complexité croissante du système nerveux au cours de son embryogenèse est, selon ses observations, le moteur de ces transformations morphologiques. La verticalisation axiale embryonnaire a entrainé l'équilibre locomoteur bipède permanent. Elle conclut que l'évolution de l'information génétique codant l'ontogenèse a été contrainte par des informations génétiques déjà présentes, et non causée par des erreurs de copies génétiques.
C'est pourquoi, dès 1988, le paléontologue Jean Piveteau proposa sa candidature comme secrétaire général de la Fondation Teilhard de Chardin et soutint une demande de bourse auprès de la Fondation Fyssen en 1989. Ses travaux ont été réalisés en collaboration avec les paléontologues Jean Chaline et Didier Marchand, co-signés par des auteurs comme Bruno David, actuel directeur du Muséum national d'Histoire naturelle.

### Domaines d'application et théorique
Ses travaux occupent une certaine importance dans les problèmes actuels d'occlusion et de posture. La découverte de la contraction cranio-faciale est prise en compte en orthodontie : un colloque organisé en 1999 par le Laboratoire départemental d'archéologie du Val-de-Marne avec le soutien du conseil général, a réuni des spécialistes des différentes disciplines concernées. Les actes ont été primés par l'Académie nationale de chirurgie dentaire. De même, elle synthétise dans son HDR les études en orthopédie dento-maxillo-faciale démontrant par le succès des traitements orthodontiques, l'existence de relations dynamiques entre la base et la face, selon une trajectoire dite de « contraction cranio-faciale »,,,.
Ses recherches sur les processus de l'évolution morphologique s'inscrivent dans les sciences de l'auto-organisation distinctes de la théorie synthétique de l'évolution ou néo-darwinisme. En 2001, Edgar Morin intègre ses nouvelles observations dynamiques, et inférences mathématiques en termes d'attracteurs, dans le Tome 5 de La Méthode "L'Humanité de l'humanité, l'identité humaine". En 2017 il l'invite à la Chaire Edgar Morin de la complexité de l'ESSEC pour un dialogue animé par le réalisateur Thomas Johnson : "L'hominisation passée et présente".

## Critique du néo-darwinisme

### Débat scientifique
Tout modèle d'évolution tente d'expliquer l'apparition, la diffusion de nouveaux caractères, et la disparition d'autres. Parmi ces modèles, le néo-darwinisme formulé en 1947 et enrichi depuis, postule que tout changement provient d'erreurs de copie génétique aléatoires lors de la duplication de l'ADN (mutations ponctuelles, réarrangements chromosomiques, recombinaisons ou brassages génétiques). Dans la communauté des biologistes évolutionnistes, les modèles qui présentent une contrainte non aléatoire pour les mutations génétiques sont majoritairement rejetés. L'évolution du vivant est considérée comme un processus sans finalité ni intentionnalité, ayant pour source les erreurs de copie, éliminées ou transmises par la sélection naturelle et la sélection sexuelle. Elle est, selon l'expression fameuse de Richard Dawkins, un « horloger aveugle ».
Anne Dambricourt-Malassé observe que le hasard des mutations génétiques n'est pas le moteur de l'évolution du redressement axial, et propose une explication des origines de l'homme fondée à l'inverse sur des processus génétiques contraints et d'auto-mémorisation,, caractéristiques des systèmes dynamiques,. Elle constate, à la place des accidents génétiques, des mécanismes biochimiques issus des lois de la thermodynamique qualifiés d'auto-organisation,,,. L'hominisation aurait été causée par des mécanismes génétiques complexes modélisables par des attracteurs étranges,,, qui expliqueraient la régularité du redressement neural au cours de l'évolution et une certaine convergence avec la synthèse scientifique de Pierre Teilhard de Chardin, ou courbe de complexité/conscience croissante. Cette déduction est citée par Edgar Morin en 2001 dans le 5e livre de La Méthode, L'Humanité de l'humanité.

### Première polémique
Une conférence d'Anne Dambricourt-Malassé, invitée en mars 1996 par Yves Coppens, titulaire de la chaire de Paléoanthropologie et de Préhistoire du Collège de France, à présenter la convergence entre ses travaux et la courbe de complexité neurale croissante de Pierre Teilhard de Chardin, fut suivie de critiques dans la presse quelques mois plus tard. Après des réactions médiatiques déclenchées par cette conférence et par un article publié dans la revue La Recherche en avril 1996, Anne Dambricourt-Malassé accepta de rédiger la préface de l'édition française, « Darwinisme, sciences ou métaphysique » (Darwin on Trial) de Phillip E. Johnson, avocat évolutionniste et chrétien qui décrit la mise à l'écart d'observations non darwiniennes aux États-Unis, et qui deviendra plus tard un pilier du mouvement du dessein intelligent.
En septembre 1999, elle fut invitée par Christiane Roederer, présidente de l’Académie des Arts, des Sciences et des Lettres d'Alsace et directrice de la collection Objectif Demain aux Éditions de la Nuée Bleue, à publier un ouvrage intitulé La Légende maudite du vingtième siècle (sous-titré L'erreur darwinienne par l'éditeur Nuée bleue) et préfacé par René Lenoir (1927-2017), ancien Secrétaire d’État auprès du Ministre de la Santé.
Les critiques médiatiques se succédèrent jusqu'à l'annonce en juin 2000 du programme d'un colloque de l'Union rationaliste  « Intrusions spiritualistes et impostures intellectuelles en sciences » avec une intervention de Michel Kerszberg titrée « Anne Dambricourt, ou le jargon scientifique comme outil de propagande ». La Légende maudite du vingtième siècle est paru en août 2000, en prévision de ce colloque dont le programme était connu avec l'annonce de l'intervention de Michel Kerszberg. Dans ce livre, elle décrit le caractère non-scientifique des critiques de sa découverte des origines embryonnaires du redressement corporel et de sa modélisation, qui reposent, comme elle l'a redémontré plus tard dans son HDR (2011), sur une méconnaissance des concepts mathématiques qu'elle applique à l'évolution des trajectoires dynamiques de la morphogenèse,,.
Au cours du colloque de l'association La Libre-pensée, « Intrusions spiritualistes et impostures intellectuelles en sciences » tenu le 29 septembre 2000, Marc Silberstein dénonce le courant irrationnel spiritualiste dans « un aperçu contemporain du spiritualisme en science tel qu'il s'exprime dans [le] livre d'Anne Dambricourt (2000) notamment parce qu'elle y réaffirme le poncif éculé, mais trop souvent écouté, selon lequel le matérialisme est une idéologie, qui plus est, porteuse des pires maux éthiques. ». Dans son livre, Anne Dambricourt Malassé rappelle la définition du matérialisme de Guillaume Lecointre présentée comme « une philosophie de combat » avec, comme critères de scientificité, l'expérimentation et la reproduction en laboratoire. Ce dernier avait exigé qu'Anne Dambricourt-Malassé apporte la démonstration scientifique des régulations génétiques dites « concertées » par les généticiens et déduites de la stabilité de la trajectoire évolutive du redressement de la base du crâne. Elle montre alors le manque de discernement éthique dans une telle application du matérialisme qui se traduirait par des manipulations génétiques sur des embryons humains congelés.

### Seconde polémique
Anne Dambricourt-Malassé ayant acquis une certaine notoriété auprès du grand public depuis 1996, fut invitée à participer à un documentaire, diffusé sur Arte en 2005, où étaient exposées des découvertes scientifiques sur l'évolution du crâne et l'embryologie. Le documentaire Homo sapiens. Une nouvelle histoire de l'Homme, de Thomas Johnson, reprenait entre autres les travaux scientifiques publiés par Anne Dambricourt-Malassé. Certains chercheurs, interrogés par Le Monde avant la diffusion du documentaire, l'ont également critiquée. La polémique reposait sur la transgression par Anne Dambricourt-Malassé du principe de séparation des sphères d'activité et de sens et le soupçon que sa recherche cachait une vision spiritualiste et finaliste en raison de la référence à la synthèse scientifique de Pierre Teilhard de Chardin, tandis qu'Anne Dambricourt-Malassé répliquait qu'elle reconnait la sélection naturelle mais en affirmant que le mécanisme des mutations aléatoires n'est pas la seule source de la variation. 
Ses détracteurs obtiennent un débat diffusé après le documentaire sur Arte, enregistré la veille, avec deux scientifiques, Pierre-Henri Gouyon et Michel Morange qui, selon son réalisateur Thomas Johnson, dénoncent le caractère pseudoscientifique du documentaire sans l'avoir préalablement visionné et en dépit de la présence d'Yves Coppens dans le film. De son côté, Guillaume Lecointre dit voir dans ce documentaire la marque de l'Université interdisciplinaire de Paris (UIP) qu'il pense favorable au « dessein intelligent ». Selon Van Eersel, l'UIP était étrangère au filmet Anne Dambricourt-Malassé avait quitté cette association en 2005, bien que sa découverte sur l'origine embryonnaire du redressement a été diffusée, entre autres, par l'UIP qui a pris la défense d'Anne Dambricourt-Malassé dans la polémique médiatique dès 1996 alors qu'elle n'était pas encore membre de cette association.
Anne Dambricourt-Malassé affirme qu'elle n'a jamais été partisane du dessein intelligent : lors du congrès mondial de 2009 Biological Evolution: Facts and Theories A Critical Appraisal 150 Years After The Origin Of Species organisé à Rome par l'Université pontificale La Grégorienne, et auquel participait Yves Coppens, elle s'est opposée ouvertement à sa reconnaissance et a écrit dans les actes du congrès que ce courant n'est pas scientifique. Comme sa recherche a été utilisée comme argument par les tenants du dessein intelligent, elle a  été présentée comme une des signataires de la pétition du Discovery Institute datée de juillet 2005, qui regroupe des scientifiques mettant en doute le caractère exclusif du néodarwinisme alors qu'elle n'a jamais été  contactée pour signer cette pétition soutenant l'Intelligent Design en 2005,.

## Fouilles archéologiques et travaux en Asie
Anne Dambricourt Malassé poursuit depuis 20 ans des programmes de recherche en Asie, au Pakistan (1995-1998), en Inde, et en Chine, et étudie les origines et l'évolution du genre Homo sur ce continent,,.
Depuis 2012, elle dirige un programme de recherches pluridisciplinaires sur le site de Masol, en Inde, après avoir découvert en 2009 des vestiges archéologiques datés de plus de 2,6 millions d'années. Quatre os fossiles d'animaux portant des marques de découpe effectuées par un tranchant lithique ont successivement été mis au jour. En 2017 a été découvert à Masol le premier galet aménagé en place dans la stratigraphie. Une espèce humaine ou pré-humaine, qui reste à découvrir, aurait donc vécu dans le sous-continent indien dès la fin du Pliocène.
En 2019 elle est invitée à présenter la synthèse de cette découverte à l'International Anthropology Colloquium, intitulé « Who was who, and who did what, where and when ? »  et organisé par Yves Coppens avec l'Académie pontificale des sciences, faisant le point sur les découvertes majeures en paléontologie humaine et en préhistoire durant les 20 dernières années.
Anne Dambricourt Malassé co-dirige également des travaux et publications sur des vestiges archéologiques et fossiles mis au jour en Chine,.

## Publications

### Ouvrages
- Anne Dambricourt Malassé (2000) La légende maudite du vingtième siècle (sous-titré L'Erreur darwinienne par l'éditeur), Editions de la Nuée bleue,
- Elle participe à l’ouvrage de Marc Welinski, Comment bien vivre la fin de ce monde, Éditions Guy Trédaniel, mars 2021
- Anne Dambricourt Malassé (2022) Embryogenèse et phylogenèse de la posture humaine. Un renversement de regard sur le devenir de notre espèce. Tome 1. De l'Antiquité eu XIXe siècle. ISTE-éditions, Londres.
- Anne Dambricourt Malassé (2022) Embryogenèse et phylogenèse de la posture humaine Un renversement de regard sur le devenir de notre espèce. Tome 2; Du XXe au XXIe siècle. ISTE-éditions, Londres.
- Anne Dambricourt Malassé (2021) Embryogeny and phylogeny of the human posture. A new glanze at the future of our species. Volume 1, Wiley-ISTE, USA.
- Anne Dambricourt Malassé (2021) Embryogeny and phylogeny of the human posture. A new glanze at the future of our species. Volume 2, Wiley-ISTE, USA.

### Direction d'ouvrages collectifs à comité de lecture
- Anne Dambricourt Malassé (2022) Self-Organization as a New Paradigm in Evolutionary BIology. From Theory to Applied Cases in the Tree of Life. Editrice. Série  Evolutionary Biology – New Perspectives on Its Development. Springer Nature Switzerland. Avec entre autres Edgar Morin, Werner Arber, Stuart Newman, Andrei Granovitch
- Anne Dambricourt Malassé (2016) Human origins in the Indian subcontinent. Fascicule thématique des Comptes Rendus de l'Académie des sciences Palevol, 15, (3-4). Préface d'Yves Coppens.

### Articles (sélection selon les thèmes)
- DAMBRICOURT MALASSÉ, A. 2022. Introduction: Understanding the Origins and Evolution of Living Organisms—The Necessity of Convergence Between Old and New Paradigms. In A. Dambricourt Malassé, ed. Self-Organization as a New Paradigm in Evolutionary Biology. From Theory to Applied Cases in the Tree of Life. Springer Nature Switzerland, 1-7.

- DAMBRICOURT MALASSÉ, A. 2022. Sapiens and Cognition: The Optimal Vertical Nervous System—The Last Threshold of Self-Organized and Self-Memorizing Increasing Complexity from Gametes to Embryo. In A. Dambricourt Malassé, ed. Self-Organization as a New Paradigm in Evolutionary Biology. From Theory to Applied Cases in the Tree of Life. Springer Nature Switzerland, 307-358.
- DAMBRICOURT MALASSÉ, A., CAO, B., YOU, Q., ZHANG, P., 2018. Agro-pastoral rituals and shaman dances of Dahongyan rock painting, Guizhou, Southwestern China, new investigations. In B. Kotlia, ed., Holocene civilization, Quaternary International.
- DAMBRICOURT MALASSÉ, A., SINGH, M., KARIR B., GAILLARD, C., BHARDWAJ, V., MOIGNE, A.-M., ABDESSADOK, S., CHAPON SAO, C., GARGANI, J., TUDRYN, A., CALLIGARO, T., KAUR, A., PAL, S., HAZARIKA, M., 2016. Anthropic activities in the fossiliferous Quranwala Zone, 2.6 Ma, Siwaliks of Northwest India, historical context of the discovery and scientific investigations. In Human origins in the Indian subcontinent, (dir. A. Dambricourt Malassé), Fascicule thématique des Comptes Rendus Palevol, 15, (3-4), 295-316.
- DAMBRICOURT MALASSÉ, A., RAJ, R., SHAH, S., 2015. Orsang Man: a robust Homo sapiens in Central India with Asian Homo erectus features. In A. R. Sankhyan, Recent Discoveries and Perspectives in Human Evolution, British Archaeological Record, International Series, 2719, Oxford, 87-92
- .Anne Dambricourt Malassé, « La théorie synthétique de l'évolution de Pierre Teilhard de Chardin, son origine naturaliste, son actualité en sciences humaines, ses questionnements ontologiques implicites », dans Les sciences face au concept judéo-chrétien de Création, L'Emmanuel, Presse Universitaire de l’ICES, 2014, p. 249-315
- DAMBRICOURT MALASSÉ, A., LALLOUET, F., 2009. Étude au scanner des canaux semi-circulaires d'un crâne sec d'anencéphale dépourvu de flexion sphéno-occipitale; implications pour l'interprétation paléo-embryologique des hominidés fossiles. In : Avancées en biométrie humaine, Biométrie Humaine et Anthropologie, 27, 1-2 : 79-86
- LUMLEY, H., TOURÉ, O.C., RACHID, M.O., MOIGNE, A.-M., DAMBRICOURT MALASSÉ, A., SAOS, T., PLEURDEAU, D., SEAUSEAU, C., DIEBOLD, M., KERNALEGUEN, Y., 2006. Découverte d'une industrie lithique acheuléenne sous un encroûtement calcaire à El Beyyed, Yeslem 2 (Mauritanie) In : Climats, cultures et Sociétés aux temps préhistoriques. De l'apparition des hominidés jusqu'au Néolithique. C.R. Palevol, tome 5 : .263-271.
- Anne Dambricourt Malassé, « Le peuplement humain en Eurasie : l’Asie centrale montagneuse et les piémonts sous-himalayens du Plio-Pléistocène à l’Holocène, origines, évolution humaine et migrations », L’Anthropologie, Elsevier Masson, vol. 112, no 3,‎ juillet 2008, p. 370-403 (DOI 10.1016/j.anthro.2008.04.008, lire en ligne)
- Claire Gaillard et Anne Dambricourt Malassé, « Les principales étapes de l'occupation humaine en bordure de l'Himalaya occidental », L'anthropologie, Elsevier Masson, vol. 112, no 3,‎ juillet 2008, p. 404-422 (DOI 10.1016/j.anthro.2008.04.005, lire en ligne)
- CHALINE, J., DURAND, A., DAMBRICOURT MALASSÉ, A., DAVID, B., MAGNIEZ-JANNIN, F., MARCHAND, D., 2000. Were climatic changes a driving force in hominid evolution ? In : Climates : Past and Present. M.B. Hart (Ed.). Geological Society, London, Special Publication, 181 : 185-198

## Distinctions
- Médaille de l'Académie des sciences, des arts et belles de Caen en 1997[58]

## Page officielle
Sur le site de l'Unité mixte de recherche UMR 7194 "Histoire naturelle de l'Homme préhistorique" CNRS-Muséum national d'Histoire naturelle-Université Perpignan Via Domitia (UPVD).